# Філ Лестер
Філіп Майкл Лестер (англ. Philip Michael Lester; 30 січня 1987, Ротенстолл, Англія) — британський відеоблогер та радіоведучий. Більш відомий завдяки його каналу на YouTube AmazingPhil. Разом з хлопцем та колегою Деном Хауеллом, Лестер вів розважальне шоу Dan and Phil на BBC Radio 1 кожного недільного вечора з січня 2013 по серпень 2014, а з вересня 2014 по квітень 2016 — шоу Internet Takeover.